# قلعه تاریخی کلهر
قلعه کلهر یا(کلفیر) واقع در یک کیلومتری روستای کلهر شهرستان اهر منطقه ارسباران (قراجه داغ) استان آذربایجان شرقی از بناهای تاریخی متعلق بدورهٔ صفویه می‌باشد که برای استفاده در جنگ‌ها علیه بیگانگان مورد استفاده لجستیکی قرار می‌گرفته این قلعه به شکل مربع با قطرهایی بطول چهار صد متر و اضلاعی بطول دویست و هشتادو دو ممیز هشت متر و با خندقهای آبی به عرض بیست الی سی متر در دور آن و برجهای اصلی در گوشه‌ها و برجهای فرعی در دیوارها دژ مستحکمی را پدیدآورده است.
کوره‌های آجرپزی نیز در محوطه داخلی این قلعه کشف شده‌است.